# 양하오밍
양하오밍(중국어 간체자: 杨昊铭, 정체자: 楊昊銘, 병음: Yáng Hàomíng, 한자음: 양호명, 1999년 11월 5일 ~ )은 중국의 배우다.

## 방송
- 청춘유니 (시즌 3) (2021) - Top19
- 항룡지백로위상
- 내하BOSS요취아
- 승풍소년
- Murder Notes (2023)